# Soekarno-Hatta internationella flygplats
Soekarno-Hatta International Airport (engelska: Soekarno–Hatta International Airport, javanesiska: Bandhar Udhara Internasional Soekarno-Hatta) är en flygplats i Indonesien.   Den ligger i provinsen Jawa Barat, i den västra delen av landet, 23 km väster om huvudstaden Jakarta. Soekarno-Hatta International Airport ligger 10 meter över havet.
Terrängen runt Soekarno-Hatta International Airport är mycket platt. Runt Soekarno-Hatta International Airport är det mycket tätbefolkat, med 10 000 invånare per kvadratkilometer. Närmaste större samhälle är Tangerang, 6,5 km söder om Soekarno-Hatta International Airport. Runt Soekarno-Hatta International Airport är det i huvudsak tätbebyggt.